# アンリツ
アンリツ株式会社（英: ANRITSU CORPORATION）は、神奈川県厚木市に本社を置き、電子計測器などの製造・販売する企業である。

## 概要
スマートフォンなどのモバイル通信端末や無線LANシステムの開発・製造・保守に不可欠な「ワイヤレス計測」、「光計測」、IPネットワークの円滑な運用を実現する「IPネットワーク計測」およびネットワーク全体のパフォーマンスやサービス品質の向上をサポートする「サービスアシュアランス」を核に計測器事業を展開している。通信端末開発やネットワーク構築を支えるさまざまなテストソリューションを提供している。
かつての日本電気の持分法適用関連会社であった関係で、住友グループ広報委員会のメンバーであり、同グループ提供のテレビ番組にもCMを出稿していた。

## 沿革
- 1895年 - 創業。合資会社石杉社を設立。
- 1900年 - 株式会社安中電機製作所を設立。
- 1905年 - 5月27日信濃丸に搭載された三六式無線機（安中電機製）の｢敵艦見ゆ｣で、日本海海戦の勃発。
- 1908年 - 石杉社と阿部電線製作所が合併し、共立電機電線株式会社を設立。共電式自働電話機の量産化に着手。
- 1912年 - 安中電機、「TYK式無線電話機」を完成。1916年には世界初の無線電話の実用化として脚光をあびる。
- 1924年 - 安中電機、放送事業開始にともない、ラジオ受信機、スピーカー、ヘッドホーンを製造。
- 1931年 - 共立電機と安中電機とが合併して安立電気株式会社と改称。
- 1933年 - 国内初のテレビジョン放送機を製作、浜松高等工業学校に納品。
- 1939年 - 国産初の自動式公衆電話機1号機が完成。
- 1949年 - ラジオ受信機、計器、蓄音器部門を分離、各独立会社となる。
- 1950年 - 戦後処理による企業再建整備法に基づく第二会社として再発足。
- 1961年 - 東京証券取引所2部上場。
- 1968年 - 東京証券取引所1部上場。
- 1981年 - 光パルス試験器を世界で先駆けて開発。
- 1985年 - 創業90周年を機にアンリツ株式会社に商号変更。
- 1990年 - アメリカの計測器メーカーウィルトロン社(現 Anritsu Company)を買収。
- 1998年 - ISO 14001認証取得。
- 2000年 - 世界初W-CDMAシグナリングテスタを開発。
- 2002年 - 味覚センサー事業を、株式会社インテリジェントセンサーテクノロジー に売却。
- 2002年 - 世界最高水準の光出力（1W）の1400nm帯励起用レーザーダイオードを開発。
- 2003年 - 世界初W-CDMAコンフォーマンステストシステムのGCF承認取得。本社を神奈川県厚木市に移転。
- 2005年 - 民間企業初の時間（周波数）JCSS認定を取得。
- 2005年 - デンマークの計測器メーカーNetTest社（現Anritsu A/S）を買収。
- 2007年 - ハンドヘルド測定器でMobile WiMAXに世界初対応。
- 2008年 - 東京証券取引所上場会社表彰受賞
- 2009年 - 郡山事業所を新設[2]
- 2011年 - 日本電気（NEC）が保有株式の大半を売却し、同社の持分法適用関連会社でなくなる。
- 2015年 - 創業120周年を機にシンボルマークを30年ぶりに一部変更。グローバル本社棟竣工[3][4]
- 2016年 - アメリカの計測器メーカーアジマスシステム社を買収
- 2019年 - 役員登用における多様性の推定に取り組む。6月に外取締役として清水恵子氏に監査等委員に就任。4月には野田華子が内部昇進では初の女性役員（理事・CTO）に就任[5]。
- 2020年4月 - 先端研究所設立（初代所長は野田華子修士）、研究所内に松井研究室（室長は松井朋裕博士）を設立。アンリツネットワークス㈱、アンリツエンジニアリング㈱及び㈱アンリツプロアソシエを吸収合併。

### 社名の由来
会社の社名については1931年3月17日の合併時に、両社の社名から安中電気の「アン」と共立電気の「リツ」の一文字ずつを選び、語呂の良い「安立（あんりつ）」とされている。

### 東証一部上場
株式は1961年10月、東京証券取引所の第二部市場発足時に上場された。
1968年8月に第一部市場に指定替えとなり、1970年10月には貸借銘柄に指定された。

## 歴代社長
- 藤田雄五（1984年 - 1989年）早稲田大学理工学部
- 菅居紳至（1989年 - 1996年）東北大学工学部
- 中川裕雄（1996年 - 2000年）山形大学工学部
- 塩見昭（2000年 - 2005年）早稲田大学第一理工学部
- 戸田博道（2005年 - 2010年）早稲田大学理工学部
- 橋本裕一（2010年 - 2018年）名古屋工業大学工学部
- 濱田宏一（2018年 - ）東京電機大学工学部

## 主な製品

### 情報通信系
- アクセスマスタ

光ファイバの敷設/保守現場で必要な測定機能を１台で提供するフィールド測定器。
- SQA（シグナルクオリティアナライザ）

汎用ビット誤り率試験器（BERTS)。12.5 Gbit/sまでの多チャネルにおいてBER測定や多彩な信号解析が可能。低価格ながら、高機能と高品質波形を実現。
- ネットワーク・アナライザ
- スペクトラムアナライザ
- シグナルアナライザ（ベクトル信号アナライザ）

主にデジタル変調信号のベクトル解析を行う装置。広帯域化、多値変調化が進み、時間経過と共に信号がダイナミックに変化する、複雑な次世代ワイヤレス通信システムに対応する為に開発された。
- デジタル放送信号アナライザ

地上デジタルテレビジョン放送（日本ではISDB-T）の信号解析機能を備えたスペクトラムアナライザ。信号解析機能はソフトウェアになっており、本体にインストールすることで使用可能になる。主な機能として電界強度測定（セグメント切り替え可能）、変調誤差比測定（MER）、遅延プロファイル測定、ビット誤り率測定（BER）、スペクトルマスク測定など。一部高周波電力計機能も備える。なお、ビット誤り率測定はISDB-T復調器を搭載した機種に限られる。
- PureFlow（高精度帯域制御装置）

映像や音声パケットを識別し障害の要因であるバーストを抑制する装置。現状のシステムに手を加えることなく、パケット送信の平滑化が可能。シェーピング機能により安定した映像や音声配信を実現するだけではなく、より多くの映像や音声チャンネルの送信が可能となっている。
- 標準信号発生器
- シグナリングテスタ

### 産業機械系
- X線異物検出機

食品などの製造ラインにおいて金属片・骨・石・ガラス・プラスチックなどの異物混入を自動的に検出し、製造ラインから排除する装置。
- 重量選別機（オートチェッカ）
- 金属検出機

鉄・非鉄金属をそれぞれ最高感度で検出。だれでも簡単に高感度・高安定の異物検出が可能。
- 特定原材料自動検査システム

分析技術者が手作業で行っていたアレルゲン物質の分析を自動化。サンプルと検査キットをセットするだけで、高精度な分注や正確な反応時間の管理、確実な洗浄を行うとともに、測定値から自動的に検量線を描きサンプル濃度を演算。
- 自動電子計量機

### その他
- レーザガス検知器
- 防爆無線機

爆発性ガスを扱う環境でも安心して使用できる、厚生労働省の本質安全防爆の検定（i2G3）に合格した各種業務用無線機。移動局、携帯局として各種通信が可能。
- 印刷はんだ検査機

高密度化・薄型化が進む表面実装プリント基板の生産時における印刷はんだの状態(高さ・体積・面積)を3次元で高速かつ正確に測定。薄型プリント基板の実装生産ラインにおいて、印刷はんだの品質維持ができ生産性向上に貢献可能。

## 主な関連会社

### 日本国内
- アンリツグループ7社
  - アンリツインフィビス株式会社（産業機械及び精密計測機器の製造・販売・修理・保守）
  - 東北アンリツ株式会社（情報通信機器・計測器の製造）
  - アンリツカスタマーサポート株式会社（計測器の校正・修理・保守、EMC・HALT・振動試験）
  - アンリツデバイス株式会社（光デバイスの製造）
  - アンリツ興産株式会社（計測器のリセール・リサイクル、デザイン・ドキュメント・名刺制作）
  - アンリツ不動産株式会社（不動産の賃貸）
  - ATテクマック株式会社（切削・板金加工品の設計・製造・販売・保守）

### 海外
- アンリツグループ26社
  - アメリカ Anritsu Company（米州（北米・中南米）地域統轄・計測器等の開発・製造・販売・保守）
  - アメリカ Anritsu Instruments Company
  - カナダ Anritsu Electronics Ltd.
  - ブラジル Anritsu Eletronica Ltda.
  - メキシコ Anritsu Company, S.A. de C.V.
  - イギリス Anritsu Ltd.（計測器等の開発・製造）
  - イギリス Anritsu EMEA Ltd.（計測器等の販売・保守・欧州・中東・アフリカ地域統轄）
  - フランス Anritsu S.A.
  - ドイツ Anritsu GmbH
  - イタリア Anritsu S.r.l.
  - イタリア Anritsu Solutions S.r.l.
  - スウェーデン Anritsu AB
  - フィンランド Anritsu AB (Finland)
  - デンマーク Anritsu AB (Denmark) 　
  - デンマーク Anritsu A/S（計測器等の開発・製造・販売・保守）
  - ルーマニア Anritsu Solutions SRL
  - ロシア（連絡事務所）Anritsu EMEA Ltd. - Representation Office in Russia
  - アラブ首長国連邦（連絡事務所）Anritsu EMEA Ltd. - Dubai Liaison Office
  - 中国 Anritsu Company Ltd.（アジア・大洋州地域統轄（日本を除く）計測器等の販売・保守）
  - 中国 Anritsu (China) Co., Ltd.
  - 中国 Anritsu Electronics (Shanghai) Co., Ltd.
  - 台湾 Anritsu Company, Inc.
  - 韓国 Anritsu Corporation, Ltd.
  - シンガポール Anritsu Pte. Ltd.
  - インド Anritsu India Private Limited
  - オーストラリア Anritsu Pty. Ltd.

なお、1997年よりワンカントリー・ワンカンパニー体制を実施している。